# Stenalcidia hormonica
Stenalcidia hormonica är en fjärilsart som beskrevs av William Schaus. Stenalcidia hormonica ingår i släktet Stenalcidia och familjen mätare. Inga underarter finns listade i Catalogue of Life.